# Licania incana
Licania incana är en tvåhjärtbladig växtart som beskrevs av Jean Baptiste Christophe Fusée Aublet. Licania incana ingår i släktet Licania och familjen Chrysobalanaceae. Inga underarter finns listade i Catalogue of Life.